# Língua ske
Ske (ou Seke) é uma língua ameaçada de extinção fala no sudoeste da Ilha Pentecostes em Vanuatu. É uma língua oceânica (um ramo da línguas austronésias).

## Geografia
A área de Ske compreende catorze pequenas aldeias centradas em Barave]no centro-sul de Pentecostes, de Liavzendam no norte até Hotwata no sul e estendendo-se para o interior até Vanliamit. Historicamente, a área da língua estendeu-se a áreas paralelas da costa leste, mas esta parte da ilha está agora despovoada.
Devido ao casamento entre pessoas de diferentes áreas linguísticas, um número crescente de pessoas nas aldeias de língua Ske agora fala Bislamá como primeira língua, e o Ske não está mais sendo transmitido ativamente para as crianças. Uma língua vizinha próxima, Sowa, já foi totalmente substituída pela língua apma.

## Falantes
O número de falantes de Ske é estimado em 300. O número amplamente divulgado de 600 é provavelmente uma estimativa exagerada, já que nem todos na área de Ske são fluentes no idioma.

## Dialetos
Não há variação dialetal significativa dentro do Ske moderno, embora existam diferenças notáveis entre o Ske de falantes mais velhos e mais jovens. Doltes, o dialeto extinto da aldeia Hotwata, às vezes é considerado um dialeto Ske, mas parece ter sido mais próximo da língua saa.

## Escrita
Não há tradição local de escrita em Ske, e até recentemente o idioma era praticamente indocumentado. No entanto, a linguista Kay Johnson escreveu uma tese de doutorado sobre a linguagem, incluindo um esboço de gramática. Antes de sua chegada, os únicos registros de Ske eram listas de vocabulário curtas coletadas por David Walsh na década de 1960, Catriona Hyslop em 2001 e Andrew Gray em 2007.

## Fonologia
Seguindo a ortografia desenvolvida pela linguista Kay Johnson em consulta com a comunidade Ske, as consoantes do Ske são b', d, g,  'h, k, l, m, n, ng , p, q (pré-nasalizado [g], escrito ngg ou ḡ em algumas fontes), r , s, t, bilabiais v, w, z e labiovelares  bw, mw, pw e vw.
Uma característica notável do Ske é a queda de vogais átonas. Isso resultou em uma linguagem rica em consoantes, em contraste com línguas relacionadas como a língua raga. Consoantes geminada] ocorrem onde duas consoantes idênticas foram reunidas pela perda histórica de uma vogal intermediária, por exemplo em -kkas "ser doce" (comparar com a língua Sowa -  kakas). Devido à presença de encontros consonantais dentro das sílabas e outras características fonológicas não típicas das línguas da região, falantes de línguas vizinhas consideram Ske difícil de falar e aprender.
A pré-nasalização das consoantes ocorre, de modo que b é pronunciado mb, e d é pronunciado nd. Ao contrário de línguas vizinhas, comoa Apma, o Ske permite que uma variedade deconsoantes sonoras ocorra no final das sílabas, embora quando elas ocorrem no final de um enunciado elas são muitas vezes seguido por um 'eco' da vogal anterior. Assim, iq "você", por exemplo, é frequentemente pronunciado inggi.
Além das cinco vogais padrão ('a, e, i, o, u '), Ske tem vogais médias altas é (intermediário entre e e i) e ó (intermediário entre o e  u), como nos idiomas Sowa e Sa. As vogais não parecem ser distinguidas por comprimento.
A tonicidade geralmente ocorre na sílaba final de uma palavra.

## Escrita
A língua usa uma forma do alfabeto latino sem as letras C, F, J, Y. Usam-se as formas Ai, Ie, É, Ó,  Io; Bw, Mw, Ng, Pw, Vw.

## Gramática
A ordem básica das palavras é Sujeito–Vrbo–Objeto.

### Pronomes
Os pronomes pessoais são distinguidos por pessoa e número]. Não são distinguidos por gêner]. Os pronomes básicos são:
|           |           | singular | plural |
| --------- | --------- | -------- | ------ |
| 1a pessoa | exclusivo | nou      | qmwam  |
| 1a pessoa | inclusivo | nou      | id     |
| 2ª pessoa | 2ª pessoa | iq       | qmi    |
| 3ª pessoa | 3ª pessoa | ni       | nier   |

## Amostra de frases
| Inglês                | Ske (tradicional) | Ske (falantes mais jovens) |
| --------------------- | ----------------- | -------------------------- |
| Bom dia               | Vangren ambis     | Vangren ambis              |
| bom dia               | Ren ambis         | Ren ambis                  |
| Boa noite / Boa noite | Buong ambis       | Biong ambis                |
| Onde você está indo?  | Kmwe mba embéh?   | Mwi mba embéh?             |
| Eu vou...             | Mwa mba...        | Mwa mba...                 |
| De onde você veio?    | Ki me embéh?      | Time embéh?                |
| Eu vim de...          | Ni eu...          | Não me...                  |
| Cadê?                 | Mdu embéh?        | Mdu embéh?                 |
| Está aqui             | Mdu ene           | Mdu ene                    |
| Venha aqui!           | Ti me ene!        | Ti me ene!                 |
| Vá embora!            | Ti suk!           | Ti suk!                    |
| Qual o seu nome?      | Siam ne sien?     | Siam ne sien?              |
| Meu nome é...         | Siaq ne...        | Siaq ne...                 |
| De onde você é?       | Iq azó ze embéh?  | Iq azó ze embéh?           |
| Eu sou de...          | Nou azó ze...     | Nou azó ze...              |
| Quanto? / Quantos?    | Avih?             | Avih?                      |
| um                    | alvwal            | alvial                     |
| dois                  | aru               | aru                        |
| três                  | aziol             | aziol                      |
| quatro                | aviete            | aviete                     |
| cinco                 | alim              | alim                       |
| Obrigado              | Kmwe mbariev      | Mwi mbariev                |
| Está tudo bem         | Bis knge          | Bis knge                   |

### Substantivos
Substantivos em Ske geralmente não são precedidos por artigos. A pluralidade é indicada colocando o pronome nier ("eles") ou um número após o substantivo.
Os substantivos podem ser livres ou possuídos diretamente. Substantivos possuídos diretamente são sufixados para indicar a quem um item pertence. Por exemplo:
dloq = minha voz
dlom = tuar voz
dlon = voz dele
dlon subu = voz do chefe
A posse também pode ser indicada pelo uso de classificadores possessivos, palavras separadas que ocorrem antes ou depois do substantivo e recebem sufixos possessivos. Esses classificadores são:
- no- para bens em geral (noq tobang, "minha cesta")
- blie- para coisas que são cuidadas, como plantações e gado (blied bó, "nosso porco")
- a- para coisas a serem comidas (am bwet, "seu taro")
- mwa- para coisas para beber (mwar ri, "sua água") e para edifícios (mwan im, "sua casa")
- bie- para fogo (biem ab, "seu fogo")
- die- para frutas que são cortadas (dien valnga, "sua noz do mato")
- na- para associações, sobre as quais o possuidor não tem controle (vnó naq, "minha ilha natal")

Os sufixos possessivos são os seguintes:
| 1ª pessoa | exclusivo | -q -"meu"                | -mwam -"nossos" (meu e de outros) |      |      |
| 1ª pessoa | inclusivo | -q -"meu"                | -d -"nossos" (de vocês e meu)     |      |      |
| 2ª pessoa | 2ª pessoa | -m -"de você" (singular) | -mi -"de vocês" (plural)          |      |      |
| 3ª pessoa | 3ª pessoa | -n -"dele/dela"          | -r -"deles/delas"                 |      |      |
| Genérico  | Genérico  | -qze                     | -qze                              | -qze | -qze |

Um verbo pode ser transformado em um substantivo pela adição de um sufixo nominalizante -an:
vwel = dançar (verbo)
vwelan = uma dança (substantivo)
Modificadores geralmente vêm depois de um substantivo:
vet = pedra
vet alok = pedra grande
vet aviet = quatro pedras
Os verbos são precedidos por marcadores que fornecem informações sobre o sujeito, tempo gramatical, aspecto gramatical, modo gramatical de uma ação. Esses marcadores diferem substancialmente entre falantes mais velhos e mais jovens; as formas mais recentes estão entre colchetes abaixo.
| Pessoa                       | marcador de sujeito imperfeito (presente) | marcador de sujei perfeito (pretérito) | marcador de sujeito - irrealis (futuro tense) | tradução                     |
| ---------------------------- | ----------------------------------------- | -------------------------------------- | --------------------------------------------- | ---------------------------- |
| 1ª pessoa singular           | mwa                                       | ni                                     | mwade ou mwan                                 | "eu"                         |
| 2ª pessoa singular           | kmwe (mwi)                                | ki (ti)                                | ti (de ti)                                    | "você"                       |
| 3ª pessoa singular           | m[w] or mwe                               | a                                      | de                                            | "ele" / "ela" / "it"         |
| 1ª pessoa dual (inclusiva)   | ta                                        | kra (tra)                              | tra (de tra)                                  | "nós" (você e euI, nós dois) |
| 1ª pessoa dual (exclusiva)   | mwamra                                    | mwara (mwamra)                         | mwadra                                        | "nós" (outro e eu)           |
| 2ª pessoa dual               | mwira or mwria                            | kria (dria)                            | dria (de dria)                                | "vocês dois"                 |
| 3ª pessoa dual               | mra                                       | ara                                    | dra                                           | "eles (as) dois"             |
| 1ª pessoa plural (inclusiva) | pe                                        | kve (tve)                              | tve (de tve)                                  | "nós" (você e eu)            |
| 1ª pessoa plural (exclusiva) | mwabe                                     | mwave (mwabe)                          | mwadve                                        | "nós" (outros e euI)         |
| 2ª pessoa plural             | bi                                        | kvie (dvie)                            | dvie (de dvie)                                | "vocês" (plural)             |
| 3ª pessoa plural             | be                                        | ave                                    | dve                                           | "eles/elas"                  |

Existe um padrão de mutação verbo-consoante]] em que v no início de um verbo muda para b, e vw para bw. Essa mutação ocorre no aspecto imperfeito (presente) e no modo irrealis ( futuro):
ni va = eu fui
mwa ba = estou indo
mwade ba = eu irei
Entre alguns falantes mais antigos, também há mutação de z para d, mas a maioria dos falantes de Ske hoje usa apenas as formas d
Frases hipotéticas são marcadas com mó:
ni mó umné = eu deveria fazer isso
Frases de negação são precedidas por kare ("não") ou uma variante:
kare ni umné = Eu não fiz isso
As formas verbais transitivas e  verbos intransitivos são diferenciadas. Os verbos transitivos são comumente seguidos ou sufixados com -né:
mwa róh = eu me movo
mwa róh né vet = eu movo a pedra
Ske faz uso extensivo de verbos estativo para propósitos descritivos.
Ske tem um verbo de ligação, vé ou bé.
Verbos em Ske podem ser ligados em construções de verbos seriais.